# Loís Alibèrt
Loís Alibèrt (Bram, Lauraguès, 12 d'octubre de 1884 - Montpeller, 16 d'abril de 1959) fou un lingüista i gramàtic occità. Es dedicà a la restauració i la normalització de la llengua occitana moderna, sobre la base deixada per Antonin Perbosc i Prospèr Estieu. Fou secretari general de la Societat d'Estudis Occitans, creada a Tolosa el 1930, i seguí de prop els mètodes de l'Institut d'Estudis Catalans. El 1935 l'Oficina de Relacions Meridionals de la Generalitat de Catalunya li publicà a Barcelona la Gramatica occitana segon los parlars lengadocians, dedicada exclusivament als parlars llenguadocians, la qual fou la base per a la depuració de la resta dels dialectes occitans.
Així establia la norma clàssica occitana que avui és el sistema normatiu més general de l'occità.
Fou "col·laborador" del règim Pétainista i va ser condemnat per la justícia francesa juntament amb sa muller després de l'alliberament de França.
Emprengué el camí cap a la creació d'una llengua literària comuna, assolida parcialment, després de la Segona Guerra Mundial, pel nou Institut d'Estudis Occitans, continuador de la Societat. Consagrà la maduresa a aplegar materials per a un diccionari occità, destinat a posar fi a la fragmentació dialectal escrita i a la francesització del vocabulari, de l'ortografia i de la sintaxi. Morí abans d'acabar aquella obra, que fou publicada pòstumament (Dictionnaire occitan-français, 1965).
Segons Joan Coromines: «La Gramàtica occitana segons els parlars llenguadocians és
una obra substancial i cabdal per a l'elaboració de la norma escrita de l'occità modern; la qual és majoritària avui mateix. Fou escrita pel farmacèutic i lingüista audenc Loís
Alibèrt, admirador de la tasca duta a terme per Pompeu Fabra».